# Dedo III de Lusace
Dedo III de Lusace, surnommé le Gros (né vers 1120 ou 1130, mort le 16 août 1190) fut comte de Wettin sous le nom de Dedo V. À partir de 1144, il est seigneur de Groitzsch et en 1156 comte de Groitzsch et également comte de Rochlitz, et enfin en 1185 margrave de Lusace et comte d'Eilenbourg et de Landsberg.

## Biographie
Dedo est le fils de Conrad Ier le Pieux, margrave de Misnie et de son épouse Luitgarde de Ravenstein. À partir de 1144, il administre Groitzsch comme héritier des comtes de Groitzsch, mais également comme fils cadet du margrave Conrad et fils adoptif et héritier présomptif de sa tante par alliance Berthe, elle-même héritière de Groitzsch. Lorsqu'elle meurt en 1156, le Comté de Groitzsch est partagé et Dedo reçoit la seigneurie de Rochlitz, avec la juridiction sur l'évêché de Naumburg.
Dedo participe à cinq campagnes de l'empereur Frédéric Barberousse. En 1177, il est l'envoyé de Frédéric auprès du pape Alexandre III et fait le serment en place de l'empereur de respecter le traité Venise, qui met fin au schisme. Lors du conflit de succession en Misnie de 1190, Dedo et ses fils prennent le parti Albert le Fier contre son père et son frère.
Dedo semble avoir séjourné pendant sa vie à Rochlitz. Comme son frère Othon le Riche, il encourage l'implantation de colons germaniques dans ses domaines. Il fonde le prieuré de Wechselburg, où il est inhumé comme ses descendants.
Son frère Thierry II de Lusace, qui se désigne lui-même sous le titre de « margrave de Landsberg », meurt sans descendant en 1185 et Dedo hérite de ses possessions et prend alors le titre de margrave de Lusace. Dedo souffre d'obésité, afin de pouvoir participer à la Troisième croisade, ses médecins tentent de pratiquer sur lui une « liposuccion », l'opération échoue et Dedo en meurt le 16 août 1190.

## Union et postérité
Dedo épouse Matilde de Heinsberg, héritière de Sommerschenbourg qui lui donne six enfants :
- Dietrich/Thierry (né avant le 13 septembre 1159-mort le 13 juin 1207, comte de Sommerschenbourg et de Groitzsch et ensuite prévôt de Magdebourg ;
- Philippe, prévôt de Xanten (1182-1190) ;
- Conrad II margrave de Lusace ;
- Henri († 1174) ;
- Goswin († 1174) ;
- Agnès de Wettin dame de Rochlitz (c. 1160/1165, morte entre le 24 et le 26 mars 1195) épouse en 1170 de Berthold IV, duc de Méranie, fils de Berthold III, comte d'Andechs et de Hedwige de Wittelsbach.

Par sa fille Agnès, Dedo fut le grand-père de sainte Edwige de Silésie et l'arrière grand-père de Philippe Hurepel comte de Boulogne via Agnès de Méranie ainsi que l'arrière-grand-père de sainte Élisabeth de Hongrie via Gertrude de Méran.

## Source
- (en) Cet article est partiellement ou en totalité issu de l’article de Wikipédia en anglais intitulé « Dedi III, Margrave of Lusatia » (voir la liste des auteurs), édition du 26 avril 2014.